# رود سنکونیانه
رود سنکونیانه (Senqunyane) رودخانه‌ای در مرکز کشور لسوتو است. این رودخانه از کوه‌های مالوتی در شمال غرب لسوتو سرچشمه می‌گیرد و ۱۲۰ کیلومتر به سمت جنوب و سپس به سمت غرب جریان دارد تا این‌که به رود اورنج (رود سنکو) در جنوب غرب می‌پیوندد.
سرچشمه سنکونیانه نقطه تلاقی سه شهرستانتابا-تسکا، برئا و لریبه است. شاخه‌های رود سنکونیانه شامل رودخانه بوکونگ، و همچنین رودخانه جردن و رودخانه لیکالاننگ هستند که اندکی قبل از سد موهاله به سنکونیانه می‌پیوندند. : 33 
سد موهاله که در سال ۲۰۰۳ افتتاح شد، بخشی از پروژه آبی ارتفاعات لسوتو است که آب را به سمت سد کاتسه و از این طریق به منطقه خائوتنگ در آفریقای جنوبی، از جمله شهرهای ژوهانسبورگ و پرتوریا هدایت می‌کند.
این رودخانه محل زندگی گربه‌ماهی کمیاب سنگی ("Austroglanis sclateri") است. آبشار سمونکونگ به عنوان یک مانع مهاجرت عمل می‌کند که جوامع ماهیان متمایز را از هم جدا می‌کند.
دره سنکونیانه محل شماری کاوشگاه باستان‌شناسی و هنر صخره‌ای است. این دره اولین بار در عصر حجر میانه مسکونی شد.
تنگه ماسه سنگی با صخره‌های شیب‌دار برای دسترسی مشکل ایجاد می‌کند. یک پل قابل توجه ساخته شده در سال ۲۰۱۱ از رودخانه در نزدیکی تلاقی آن با رود اورنج عبور می‌کند.